# برایان باربر
برایان باربر (انگلیسی: Bryan Barber؛ زادهٔ ۲۰ دسامبر ۱۹۷۰) کارگردان فیلم اهل ایالات متحده آمریکا است.